# Championship Manager
Championship Manager, of kortweg CM, is een serie van voetbalmanagementspellen waarvan de eerste versie in 1992 uitkwam. De Championship Manager-spellen werden ontwikkeld door de gebroeders Paul en Oliver Collyer.
De spellen kenmerkten zich vanaf het begin niet door grafische beelden, maar richtten zich vooral op speelbaarheid, volledigheid en een zo ruim mogelijke keuze aan mogelijkheden die een echte voetbaltrainer ook tegenkomt bij een club. In de eerste edities werden alleen de vier hoogste Engelse divisies in het spel opgenomen. De spelers die op dat moment in het echte voetbal actief waren, behoorden ook tot de teams in het spel. De eerste edities hadden wel de mogelijkheid om met verzonnen namen te spelen.
Vanaf 1994 kwamen er twee versies op de markt, een voor de Engelse competitie en een voor de Italiaanse competitie. Met iedere versie namen ook het aantal mogelijkheden binnen het spel toe. De lay-out bleef hetzelfde om de speelbaarheid te handhaven. Het spel was puur gebaseerd op teksten en statistieken. In 1996 werd het spel vrijwel compleet gerenoveerd. De simpele teksten uit het verleden bleven nog wel teksten, maar werden grafisch verbeterd. Daarbij werden er een aantal competities aan het spel toegevoegd, welke in beperkte mate tegelijkertijd gespeeld konden worden. In deze editie werden tevens de Nederlandse en Belgische competitie voor het eerst in gebruik genomen. Steeds meer competities en landen werden er toegevoegd en ook konden er steeds meer competities tegelijkertijd gespeeld worden. Ondertussen bleven de makers mogelijkheden en opties toevoegen om het managen van een team zo realistisch mogelijk te maken. De enige redelijk grafische beelden die aan het spel werden toegevoegd, bestonden op een gegeven moment uit het bewegen van rondjes (de spelers) op een groene achtergrond (het veld) die achter een stip (de bal) aan gingen.
In 2004 volgde een breuk tussen Sports Interactive, het bedrijf van de Collyers, en de Britse software-uitgever Eidos Interactive. Hierop sloot Sports Interactive een deal met Sega en startte een nieuwe voetbalmanagementspelserie onder de naam Football Manager. Football Manager behield de basiscode, de database en de programmering. Eidos handhaafde de naam van het computerspel en ging verder met de ontwikkeling van de Championship Manager-serie en haar interface.